# Подробности
«Подро́бности» (укр. Подробицi) — программа новостей телеканала «Интер».

## Рейтинги
Вторая по популярности программа новостей в Украине (часть аудитории — около 20 % в 2012 году). Представительство программы во всемирной сети — интернет-портал Podrobnosti.ua, который является одним из самых популярных украинских интернет-изданий.

## Время и язык
Главный выпуск программы выходила с 20 октября 1997 по 12 октября 2018 года на русском языке (кроме спортивных новостей и прогноза погоды до 2007 года). А уже с 13 октября 2018 года каждый день с понедельника по субботу, ранее — с субботы по четверг в 20:00 с повтором ночью на украинском языке. Другие выпуски новостей выходили с 1997 по 2002 год на русском, а уже с 2002 года на украинском — в 7:00, 8:00, 9:00, 12:00 и 17:40/18:00 по будням — не содержат логотипа «Подробностей» и называются «Новости».

## Ведущие
- Алексей Фадеев
- Александр Просяник
- Александр Васильченко
- Анастасия Даугуле
- Ирина Баглай
- Лилия Налегака

Бывшие ведущие:
- Максим Равреба ― с 20 октября 1996 по 5 мая 2007 года
- Светлана Леонтьева ― с октября 1997 по 5 мая 2007 года
- Александр Мельничук (Подробности недели) — с 6 сентября 1998 по 16 июля 2006, с 21 января по 1 апреля 2007 года
- Александр Колодий ― с 2000 по 2007 год
- Лариса Губина ― с 2002 по 2007 год (перешла на Пятый канал)
- Игорь Пупков ― с 20 октября 2003 по 3 сентября 2006 года
- Олег Дейнека ― с 2006 по 2007 год
- Владимир Павлюк (Подробности недели) с 10 сентября по 24 декабря 2006 года
- Андрей Данилевич (Новости, Подробности недели) — с 2007 по 2008 год как ведущий Новостей, а с 10 августа 2008 по 6 сентября 2009 года и с 19 января по 16 марта 2014 года как ведущий Подробностей недели
- Анна Гомонай (Подробности, Новости) ― с 2007 по 2008 год как ведущая Подробностей, с 2008 по 2014 год как ведущая Новостей
- Руслан Сеничкин (ведущий Подробностей с 14 мая 2007 по 31 декабря 2009 года, а также — Подробностей недели с 8 апреля 2007 по 6 июля 2008 года)
- Ирина Юсупова — с 11 августа 2008 по 31 октября 2009 года
- Олег Панюта (Подробности недели) — с 1 ноября 2009 по 2 июня 2013 года (перешёл на ТРК Украина)
- Ольга Грицык — с 9 ноября 2009 по 5 августа 2013 года (перешла на ТРК Украина)
- Владимир Андриевский — с 1 января 2010 по 28 марта 2014 года (сначала вёл Подробности, потом — Новости) (перешёл на 112 Украина)
- Евгений Киселёв (Подробности недели) — с 9 июня по 29 сентября 2013 года[7][8]
- Кристина Суворина ― с 2 сентября 2013 по 18 января 2014 года
- Дмитрий Анопченко (Подробности недели) — с 6 октября по 29 декабря 2013 года и с 23 марта 2014 по 17 июля 2016 года
- Роман Кадемин ― с 27 января по 22 марта 2014 года
- Алексей Лихман — (Подробности) с 2014 по 2016 год, (Подробности недели) с 4 сентября 2016 по 20 февраля 2022 года
- Наталья Белашева
- Екатерина Лысенко
- Татьяна Будь
- Юрий Бибик
- Валерий Клименко
- Светлана Коляда
- Марина Остапенко

## «Подробности недели»
По воскресеньям выходит в формате итоговой программы недели — «Подробности недели» (укр. Подробицi тижня). С 1998 по 2003 год программа выходила на русском языке. С 26 октября 2003 по 6 сентября 2009 года программа выходила на украинском языке. С 1 ноября 2009 по 7 октября 2018 года программа снова выходила на русском языке. С 14 октября 2018 по 20 февраля 2022 года программа снова выходила на украинском языке. Ведущими были Марина Остапенко, Светлана Леонтьева, Максим Равреба (1998—2001), Александр Мельничук (1998—2001, 2002—2006, 2007), Лариса Губина (2005), Владимир Павлюк (2006), Руслан Сеничкин (2007—2008), Андрей Данилевич (2008—2009, 2014), Олег Панюта (2009—2013), Евгений Киселёв (2013), Дмитрий Анопченко (2013, 2014—2016) и Алексей Лихман (2016—2022).

## Награды
В 2009 году программа вошла в список номинантов на международную телевизионную премию «Эмми» в категории «Новости» за серию сюжетов о событиях в Южной Осетии во время войны, став первым в истории номинантом на эту премию из Украины.